# N925 (België)
De N925 is een gewestweg in de Belgische provincie Namen. Deze weg vormt de verbinding tussen Conneux en Leignon.
De totale lengte van de N925 bedraagt ongeveer 3 kilometer.

## Plaatsen langs de N925
- Conneux
- Corbion
- Leignon